# Project One
Project One is een Nederlandse hardstylegroep bestaande uit Joram Metekohy (Wildstylez) en Willem Rebergen (Headhunterz).
Het plan was om voor In Qontrol 2008 het album af te hebben, in het diepste geheim. In drie maanden met ongeveer een nummer per week, hadden Headhunterz en Wildstylez het album van 13 nummers af, 'Headhunterz & Wildstylez Present: Project One'. De presentatie van het debuutalbum stond gepland tijdens het evenement In Qontrol op 19 april 2008 maar werd uitgesteld omdat Rebergen in het ziekenhuis lag met een blindedarmontsteking. De presentatie werd verzet naar Defqon.1 dat op 14 juni 2008 plaatsvond. Het album werd zowel digitaal als in cd-vorm op 25 juli 2008 uitgebracht.
Project One werd zeer geapprecieerd in de hardstylewereld met de tracks 'Life Beyond Earth', 'The Art of Creation', 'The Story Unfolds', 'Best of Both Worlds' en 'Fantasy or Reality', die het goed deden op de dansvloer. Het album was de doorslaggevende factor waardoor hardstyle in de jaren erna ingenomen zou worden met een mix van op synth gebaseerde melodieën en veel gebruikte pitched kicks. Een Project One-toer volgde met zes volledige albumsamplers en een remixsampler, alle verschenen bij Scantraxx Reloaded.
Na een lange pauze kwamen er in 2016 weer optredens, een op Qlimax en een op Knockout Circuz in Australië.

## Discografie

### Albums
The Album (2008)
| Track | Titel               |
| ----- | ------------------- |
| 01    | Prelude             |
| 02    | Life Beyond Earth   |
| 03    | The World Is Yours  |
| 04    | Fantasy or Reality  |
| 05    | Best of Both Worlds |
| 06    | Numbers             |
| 07    | Halfway There       |
| 08    | The Story Unfolds   |
| 09    | The Art of Creation |
| 10    | It's a Sine         |
| 11    | Rate Reducer        |
| 12    | Raiders of the Sun  |
| 13    | The Zero Hour       |

Singles
| Jaar | Titel                                                                               | Label           | Opmerking                             |
| ---- | ----------------------------------------------------------------------------------- | --------------- | ------------------------------------- |
| 2017 | "Luminosity" "One Without A Second" "It's An Edit" "Project One" (Sound Rush remix) |                 | Uitgebracht op het verzamel-EP "EP I" |
| 2018 | "Resurrection"                                                                      | Art Of Creation |                                       |
| 2018 | "Journey Of The Mind"                                                               | Art Of Creation |                                       |
| 2018 | "Maximum Force" (Defqon.1 Anthem 2018)                                              | Q-dance         |                                       |

| Jaar | Titel                                 | Label   |
| ---- | ------------------------------------- | ------- |
| 2018 | "Life Beyond Earth" (KELTEK Remix)    | Q-dance |
| 2018 | "The Art Of Creation" (Sefa Remix)    | Q-dance |
| 2018 | "The Zero Hour" (Phuture Noize Remix) | Q-dance |